# Campionati europei di nuoto 2010
La XXXª edizione dei Campionati europei di nuoto si è svolta a Budapest dal 4 al 15 agosto 2010.
È stata la quarta volta che la capitale dell'Ungheria ospita tale evento dopo le edizioni del 1926, del 1958 e del 2006.
Il nuoto di fondo è tornato a far parte del programma della manifestazione dopo l'assenza ad Eindhoven 2008 e con una gara in più rispetto al passato: la 5 km a squadre mista.

La Russia ha conquistato, per la terza edizione consecutiva, il maggior numero complessivo di titoli europei.

## Medagliere
| Posizione | Paese         |    |    |    | Totale |
| --------- | ------------- | -- | -- | -- | ------ |
| 1         | Russia        | 13 | 7  | 8  | 28     |
| 2         | Germania      | 8  | 9  | 3  | 20     |
| 3         | Francia       | 8  | 8  | 7  | 23     |
| 4         | Gran Bretagna | 6  | 6  | 7  | 19     |
| 5         | Italia        | 6  | 5  | 6  | 17     |
| 6         | Ungheria      | 6  | 4  | 4  | 14     |
| 7         | Svezia        | 3  | 4  | 4  | 11     |
| 8         | Ucraina       | 3  | 2  | 4  | 9      |
| 9         | Danimarca     | 2  | 2  | 2  | 6      |
| 10        | Spagna        | 1  | 4  | 4  | 9      |
| 11        | Paesi Bassi   | 1  | 2  | 4  | 7      |
| 12        | Norvegia      | 1  | 2  | 0  | 3      |
| 13        | Grecia        | 1  | 1  | 3  | 5      |
| 14        | Bielorussia   | 1  | 1  | 2  | 4      |
| 15        | Polonia       | 1  | 0  | 1  | 2      |
| 16        | Austria       | 0  | 2  | 0  | 2      |
| 17        | Irlanda       | 0  | 1  | 0  | 1      |
| 17        | Fær Øer       | 0  | 1  | 0  | 1      |
| 17        | Romania       | 0  | 1  | 0  | 1      |
| 20        | Israele       | 0  | 0  | 2  | 2      |
| Totale    | Totale        | 61 | 62 | 61 | 184    |

## Nuoto in acque libere

### Uomini
| Evento           | Oro           | Perform.  | Argento          | Perform.  | Bronzo              | Perform.  |
| 5 km (dettagli)  | Luca Ferretti | 58'43"4   | Simone Ercoli    | 59'00"5   | Simone Ruffini      | 59'15"9   |
| 5 km (dettagli)  | Luca Ferretti | 58'43"4   | Simone Ercoli    | 59'00"5   | Spyridōn Gianniōtīs | 59'15"9   |
| 10 km (dettagli) | Thomas Lurz   | 1h54'22"5 | Valerio Cleri    | 1h54'24"8 | Evgenij Dratcev     | 1h54'26"6 |
| 25 km (dettagli) | Valerio Cleri | 5h16'20"3 | Bertrand Venturi | 5h16'36"  | Joanes Hedel        | 5h18'23"  |

### Donne
| Evento           | Oro                    | Perform.  | Argento           | Perform.  | Bronzo            | Perform.  |
| 5 km (dettagli)  | Ekaterina Seliverstova | 1h02'34"7 | Kalliopi Araozou  | 1h02'37"3 | Marianna Lymperta | 1h02'41"3 |
| 10 km (dettagli) | Linsy Heister          | 2h01'06"7 | Giorgia Consiglio | 2h01'07"6 | Angela Maurer     | 2h01'08"2 |
| 25 km (dettagli) | Olga Beresnyeva        | 5h48'10"2 | Angela Maurer     | 5h48'10"3 | Martina Grimaldi  | 5h48'30"8 |

### Misto
| Evento                    | Oro                                                            | Perform. | Argento                                           | Perform. | Bronzo                                                    | Perform. |
| 5 km a squadre (dettagli) | Grecia Spyridōn Gianniōtīs Antonios Fokaidis Kalliopi Araouzou | 59'03"0  | Italia Simone Ercoli Simone Ruffini Rachele Bruni | 59'55"6  | Russia Sergeij Bol'šakov Daniil Serebrennikov Anna Guseva | 59'59"5  |

## Nuoto

### Uomini
| Evento                          | Oro | Perform. | Argento | Perform. | Bronzo                                                                                                   | Perform. |
| Stile libero                    | |          | |          | |          |
| 50 m (dettagli)                 | Frédérick Bousquet | 21"49    | Stefan Nystrand | 21"69    | Fabien Gilot                                                                                             | 21"76    |
| 100 m (dettagli)                | Alain Bernard | 48"49    | Evgenij Lagunov | 48"52    | William Meynard                                                                                          | 48"56    |
| 200 m (dettagli)                | Paul Biedermann | 1'46"06  | Nikita Lobincev | 1'46"51  | Sebastiaan Verschuren                                                                                    | 1'46"91  |
| 400 m (dettagli)                | Yannick Agnel | 3'46"17  | Paul Biedermann | 3'46"30  | Gergő Kis                                                                                                | 3'48"14  |
| 800 m (dettagli)                | Sébastien Rouault | 7'48"28  | Christian Kubusch | 7'49"12  | Samuel Pizzetti                                                                                          | 7'49"94  |
| 1500 m (dettagli)               | Sébastien Rouault | 14'55"17 | Pál Joensen | 14'56"90 | Samuel Pizzetti                                                                                          | 14'59"76 |
| Dorso                           | |          | |          | |          |
| 50 m (dettagli)                 | Camille Lacourt | 24"07    | Liam Tancock | 24"70    | Guy Barnea                                                                                               | 25"04    |
| 100 m (dettagli)                | Camille Lacourt | 52"11    | Jérémy Stravius | 53"44    | Liam Tancock                                                                                             | 53"85    |
| 200 m (dettagli)                | Stanislav Donec | 1'57"18  | Markus Rogan | 1'57"31  | Benjamin Stasiulis                                                                                       | 1'57"37  |
| Rana                            | |          | |          | |          |
| 50 m (dettagli)                 | Fabio Scozzoli | 27"38    | Dragoș Agache | 27"47    | Lennart Stekelenburg                                                                                     | 27"51    |
| 100 m (dettagli)                | Alexander Dale Oen | 59"20    | Hugues Duboscq | 1'00"15  | Fabio Scozzoli                                                                                           | 1'00"41  |
| 200 m (dettagli)                | Dániel Gyurta | 2'08"95  | Alexander Dale Oen | 2'09"68  | Hugues Duboscq                                                                                           | 2'11"03  |
| Farfalla                        | |          | |          | |          |
| 50 m (dettagli)                 | Rafael Muñoz Pérez | 23"17    | Frédérick Bousquet | 23"41    | Evgenij Korotyškin                                                                                       | 23"43    |
| 100 m (dettagli)                | Evgenij Korotyškin | 51"73    | Joeri Verlinden | 51"82    | Konrad Czerniak                                                                                          | 52"16    |
| 200 m (dettagli)                | Paweł Korzeniowski | 1'55"00  | Nikolaj Skvorcov | 1'56"13  | Ioannis Drymonakos                                                                                       | 1'57"10  |
| Misti                           | |          | |          | |          |
| 200 m (dettagli)                | László Cseh | 1'57"73  | Markus Rogan | 1'58"03  | Joe Roebuk                                                                                               | 1'59"46  |
| 400 m (dettagli)                | László Cseh | 4'10"95  | Dávid Verrasztó | 4'12"96  | Gal Nevo                                                                                                 | 4'15"10  |
| Staffette                       | |          | |          | |          |
| 4x100 m stile libero (dettagli) | Russia Evgenij Lagunov Andrej Grečin Nikita Lobincev Danila Izotov Sergey Fesikov* Alexander Sukhorukov*                 | 3'12"46  | Francia Fabien Gilot Yannick Agnel William Meynard Alain Bernard Amaury Leveaux* Boris Steimetz*                                          | 3'13"29  | Svezia Stefan Nystrand Lars Frölander Robin Andreasson Jonas Persson                                     | 3'15"07  |
| 4x200 m stile libero (dettagli) | Russia Nikita Lobincev Danila Izotov Sergeij Parunin Aleksandr Suchorukov Mikhail Polishchuk* Evgeny Lagunov*            | 7'06"71  | Germania Paul Biedermann Tim Wallburger Robin Backhaus Clemens Rapp Stefan Herbst*                                                        | 7'08"71  | Francia Yannick Agnel Clément Lefert Antton Harambouré Jérémy Stravius                                   | 7'09"70  |
| 4x100 m misti (dettagli)        | Francia Camille Lacourt Hugues Duboscq Frédérick Bousquet Fabien Gilot Jérémy Stravius* Clément Lefert* William Meynard* | 3'31"32  | Russia Stanislav Donec Roman Sludnov Evgenij Korotyškin Evgenij Lagunov Vitaly Borisov* Grigory Falko* Nikolay Skvortsov* Andrey Grechin* | 3'33"29  | Paesi Bassi Nick Driebergen Lennart Stekelenburg Joeri Verlinden Sebastiaan Verschuren Bastiaan Lijesen* | 3'33"99  |

### Donne
| Evento                          | Oro | Perform. | Argento                                                                                       | Perform. | Bronzo | Perform. |
| Stile libero                    | |          |                                                                                               |          | |          |
| 50 m (dettagli)                 | Therese Alshammar                                                                                                   | 24"45    | Hinkelin Schreuder                                                                            | 24"66    | Francesca Halsall                                                                                                 | 24"67    |
| 100 m (dettagli)                | Francesca Halsall                                                                                                   | 53"58    | Aljaksandra Herasimenja                                                                       | 53"82    | Femkee Heemskerk                                                                                                  | 54"12    |
| 200 m (dettagli)                | Federica Pellegrini                                                                                                 | 1'55"45  | Silke Lippok                                                                                  | 1'56"98  | Ágnes Mutina | 1'57"12  |
| 400 m (dettagli)                | Rebecca Adlington                                                                                                   | 4'04"55  | Ophélie-Cyrielle Étienne                                                                      | 4'05"40  | Lotte Friis | 4'07"10  |
| 800 m (dettagli)                | Lotte Friis | 8'23"27  | Ophélie-Cyrielle Étienne                                                                      | 8'24"00  | Federica Pellegrini                                                                                               | 8'24"99  |
| 1500 m (dettagli)               | Lotte Friis | 15'59"13 | Grainne Murphy                                                                                | 16'02"29 | Erika Villaécija                                                                                                  | 16'05"08 |
| Dorso                           | |          |                                                                                               |          | |          |
| 50 m (dettagli)                 | Aljaksandra Herasimenja                                                                                             | 27"64    | Daniela Samulski                                                                              | 27"99    | Mercedes Peris | 28"01    |
| 100 m (dettagli)                | Gemma Spofforth | 59"80    | Elizabeth Simmonds                                                                            | 1'00"19  | Jenny Mensing | 1'00"72  |
| 200 m (dettagli)                | Elizabeth Simmonds                                                                                                  | 2'07"04  | Gemma Spofforth                                                                               | 2'08"25  | Duane Da Rocha Marce                                                                                              | 2'10"46  |
| Rana                            | |          |                                                                                               |          | |          |
| 50 m (dettagli)                 | Julija Efimova | 30"29    | Kate Haywood                                                                                  | 31"12    | Jennie Johansson                                                                                                  | 31"24    |
| 100 m (dettagli)                | Julija Efimova | 1'06"32  | Rikke Møller Pedersen                                                                         | 1'07"36  | |          |
| 100 m (dettagli)                | Julija Efimova | 1'06"32  | Jennie Johansson                                                                              | 1'07"36  | |          |
| 200 m (dettagli)                | Anastasija Čaun | 2'23"50  | Sara Nordenstam                                                                               | 2'24"42  | Rikke Møller Pedersen                                                                                             | 2'24"99  |
| Farfalla                        | |          |                                                                                               |          | |          |
| 50 m (dettagli)                 | Therese Alshammar                                                                                                   | 25"63    | Jeanette Ottesen                                                                              | 25"69    | Mélanie Henique                                                                                                   | 26"09    |
| 100 m (dettagli)                | Sarah Sjöström | 57"32    | Francesca Halsall                                                                             | 57"40    | Therese Alshammar                                                                                                 | 57"80    |
| 200 m (dettagli)                | Katinka Hosszú | 2'06"71  | Zsuzsanna Jakabos                                                                             | 2'07"06  | Ellen Gandy | 2'07"54  |
| Misti                           | |          |                                                                                               |          | |          |
| 200 m (dettagli)                | Katinka Hosszú | 2'10"09  | Evelyn Verrasztó                                                                              | 2'10"10  | Hannah Miley | 2'10"89  |
| 400 m (dettagli)                | Hannah Miley | 4'33"09  | Katinka Hosszú                                                                                | 4'36"43  | Zsuzsanna Jakabos                                                                                                 | 4'37"92  |
| Staffette                       | |          |                                                                                               |          | |          |
| 4x100 m stile libero (dettagli) | Germania Daniela Samulski Silke Lippok Lisa Vitting Daniela Schreiber Dorothea Brandt*                              | 3'37"72  | Gran Bretagna Amy Smith Francesca Halsall Jessica Sylvester Joanne Jackson                    | 3'38"57  | Svezia Josefin Lillhage Therese Alshammar Sarah Sjöström Gabriella Fagundez Petra Granlund* Nathalie Lindborg*    | 3'38"87  |
| 4x200 m stile libero (dettagli) | Ungheria Ágnes Mutina Eszter Dara Katinka Hosszú Evelyn Verrasztó                                                   | 7'52"49  | Francia Coralie Balmy Ophélie-Cyrielle Étienne Margaux Farrel Camille Muffat                  | 7'52"69  | Gran Bretagna Rebecca Adlington Jazmin Carlin Hannah Miley Joanne Jackson                                         | 7'55"29  |
| 4x100 m misti (dettagli)        | Gran Bretagna Gemma Spofforth Kate Haywood Francesca Halsall Amy Smith Elizabeth Simmonds* Stacey Tadd* Jemma Lowe* | 3'59"72  | Svezia Henriette Stenkvist Joline Hoestman Therese Alshammar Sarah Sjöström Josefin Lillhage* | 4'01"18  | Germania Jenny Mensing Caroline Ruhnau Daniela Samulski Silke Lippok Sarah Poewe* Sina Sutter* Daniela Schreiber* | 4'03"22  |

## Tuffi

### Uomini
| Evento                      | Oro                                    | Perform. | Argento                                | Perform. | Bronzo                                       | Perform. |
| Tuffi individuali           |                                        |          |                                        |          |                                              |          |
| Trampolino 1m (dettagli)    | Illja Kvaša                            | 433,90   | Patrick Hausding                       | 430,25   | Javier Illana                                | 414,35   |
| Trampolino 3 m (dettagli)   | Patrick Hausding                       | 463,20   | Il'ja Zacharov                         | 458,15   | Evgenij Kuznecov                             | 455,80   |
| Piattaforma 10 m (dettagli) | Sascha Klein                           | 534,85   | Patrick Hausding                       | 516,45   | Vadzim Kaptur                                | 515,80   |
| Tuffi sincronizzati         |                                        |          |                                        |          |                                              |          |
| Trampolino 3 m (dettagli)   | Ucraina Illja Kvaša Oleksij Pryhorov   | 431,67   | Germania Stephan Feck Patrick Hausding | 427,95   | Russia Dmitrij Sautin Jurij Kunakov          | 410,43   |
| Piattaforma 10 m (dettagli) | Germania Sascha Klein Patrick Hausding | 487,11   | Russia Viktor Minibaev Il'ja Zacharov  | 466,95   | Bielorussia Cimafej Hardzejčyk Vadzim Kaptur | 426,03   |

### Donne
| Evento                      | Oro                                       | Perform. | Argento                                 | Perform. | Bronzo                                           | Perform. |
| Tuffi individuali           |                                           |          |                                         |          |                                                  |          |
| Trampolino 1m (dettagli)    | Tania Cagnotto                            | 299,70   | Anna Lindberg                           | 293,70   | Anastasija Pozdnjakova                           | 282,65   |
| Trampolino 3 m (dettagli)   | Nadežda Bažina                            | 324,10   | Anastasija Pozdnjakova                  | 316,40   | Nóra Barta                                       | 291,75   |
| Piattaforma 10 m (dettagli) | Christin Steuer                           | 354,50   | Noemi Batki                             | 343,80   | Julija Koltunova                                 | 340,45   |
| Tuffi sincronizzati         |                                           |          |                                         |          |                                                  |          |
| Trampolino 3 m (dettagli)   | Italia Tania Cagnotto Francesca Dallapé   | 327,90   | Ucraina Olena Fedorova Hanna Pysmenska  | 312,00   | Russia Anastasija Pozdnjakova Svetlana Filippova | 307,50   |
| Piattaforma 10 m (dettagli) | Germania Christin Steuer Nora Subschinski | 319,68   | Ucraina Julija Prokopčuk Alina Čaplenko | 306,30   | Gran Bretagna Monique Gladding Megan Sylvester   | 300,66   |

## Nuoto sincronizzato
| Evento                         | Oro | Perform. | Argento | Perform. | Bronzo | Perform. |
| Singolo (dettagli)             | Natal'ja Iščenko | 98,900   | Andrea Fuentes | 96,600   | Lolita Ananasova | 93,000   |
| Duo (dettagli)                 | Russia Natal'ja Iščenko Svetlana Romašina | 98,700   | Spagna Ona Carbonell Andrea Fuentes | 96,700   | Ucraina Daria Iushko Ksenija Sydorenko | 93,400   |
| A squadre (dettagli)           | Russia Natal'ja Iščenko Ėl'vira Chasjanova Darija Korobova Aleksandra Packevič Svetlana Romašina Alla Šiškina Anželika Timanina Aleksandra Zueva                                  | 99,000   | Spagna Clara Basiana Alba Cabello Ona Carbonell Margalida Crespí Andrea Fuentes Thais Henriquez Paula Klamburg Cristina Salvador                                   | 96,900   | Ucraina Lolita Ananasova Inga Gillyer Olena Grechyknina Julija Maryanko Oleksandra Sabada Kateryna Sadurska Kseniya Sydorenko Anna Vološyna                               | 92,800   |
| Combinato a squadre (dettagli) | Russia Anastasija Ermakova Natal'ja Iščenko Ėl'vira Chasjanova Darija Korobova Ol'ga Kužela Aleksandra Packevič Svetlana Romašina Alla Šiškina Anželika Timanina Aleksandra Zueva | 98,300   | Spagna Clara Basiana Alba Cabello Ona Carbonell Margalida Crespí Andrea Fuentes Thais Henriquez Paula Klamburg Irene Montrucchio Irina Rodriguez Cristina Salvador | 97,000   | Ucraina Lolita Ananasova Inga Gillyer Olena Grechyknina Daria Iushko Olga Kondrashova Juliya Maryanko Oleksandra Sabada Kateryna Sadurska Kseniya Sydorenko Anna Vološyna | 94,100   |